# تربنیه
تربنیه (اسلوونیایی: Trebnje) در اسلوونی با جمعیت ۳٬۴۷۸ نفر است که در کارنیولای سفلی واقع شده‌است.